# Mowa zależna (gramatyka)
Mowa zależna (łac. oratio obliqua) – przytoczenie czyjejś wypowiedzi nie w formie dosłownej, ale w formie zdania podrzędnego dopełnieniowego. Orzeczeniem w zdaniu nadrzędnym jest czasownik oznaczający mówienie (np. powiedział, poprosił, polecił). 
Przykłady:
- Mowa niezależna: Matka powiedziała: nałóż czapkę!
- Mowa zależna: Matka powiedziała, żebyś nałożył czapkę.
- Mowa niezależna: W Wikipedii jest napisane: Orzeczeniem w zdaniu nadrzędnym jest czasownik oznaczający mówienie.
- Mowa zależna: W Wikipedii jest napisane, że orzeczeniem w zdaniu nadrzędnym jest czasownik oznaczający mówienie.

## W innych językach
W języku polskim zdanie podrzędne występuje w swym naturalnym czasie, istnieją języki, w których w mowie zależnej zdanie podrzędne zmienia czas według reguł następstwa czasów, np. w języku angielskim. Tom said: I won't wait for you → Tom said he wouldn't wait for me
W języku łacińskim zdanie oznajmujące wymaga składni accusativus cum infinitivo: Puer dixit: "Cras aeger ero" → Puer dixit se postremo die aeger futurum esse.